# Sydney Lohmann
Sydney Lohmann, né le 19 juin 2000 à Bad Honnef, est une footballeuse internationale allemande, qui évolue au poste de milieu de terrain à Manchester City.

## Biographie

### Enfance et formation
Elle est née le 19 juin 2000 à Bad Honnef,.

### En club
Elle est passée du SC Fürstenfeldbruck au département des jeunes du FC Bayern en 2016.
Elle a prolongé son contrat avec le FC Bayern Munich de deux ans supplémentaires, jusqu’en 2024. Elle a par la suite encore renouvelé son contrat pour 2026.

### En sélection
Elle a également fait quatre apparitions pour l’équipe nationale, marquant un but.

## Palmarès

### En club
- Bayern Munich
  - Championnat d'Allemagne (4)
    - Championne en 2021, 2023, 2024 et 2025

  - Coupe d'Allemagne (1)
    - Vainqueure en 2025

  - Supercoupe d'Allemagne (1)
    - Vainqueure en 2024

### Sélection
- Équipe du Allemagne
  - Championnat d'Europe
    - Finaliste : 2022

  - Jeux olympiques
    -  Médaille de bronze : 2024

## Statistiques
Le tableau ci-dessous retrace la carrière de Sydney Lohman depuis ses débuts :

| Saison                | Club                  | Championnat           | Championnat | Championnat | Coupe(s) nationale(s) | Coupe(s) nationale(s) | Compétition(s) continentale(s) | Compétition(s) continentale(s) | Compétition(s) continentale(s) | Total | Total |
| Saison                | Club                  | Division              | M.          | B.          | M.                    | B.                    | Comp.                          | M.                             | B.                             | M.    | B.    |
| 2016-2017             | Bayern Munich         | Bundesliga            | 4           | 0           | -                     | -                     | C1                             | -                              | -                              | 4     | 0     |
| 2017-2018             | Bayern Munich         | Bundesliga            | 1           | 1           | -                     | -                     | C1                             | -                              | -                              | 1     | 1     |
| 2018-2019             | Bayern Munich         | Bundesliga            | 21          | 3           | 4                     | 1                     | C1                             | 3                              | 0                              | 28    | 4     |
| 2019-2020             | Bayern Munich         | Bundesliga            | 13          | 0           | 1                     | 0                     | C1                             | 3                              | 0                              | 17    | 0     |
| 2020-2021             | Bayern Munich         | Bundesliga            | 19          | 10          | 1                     | 1                     | C1                             | 6                              | 4                              | 26    | 15    |
| 2021-2022             | Bayern Munich         | Bundesliga            | 8           | 1           | 2                     | 0                     | C1                             | 2                              | 0                              | 12    | 1     |
| 2022-2023             | Bayern Munich         | Bundesliga            | 16          | 5           | 2                     | 0                     | C1                             | 9                              | 1                              | 27    | 6     |
| 2023-2024             | Bayern Munich         | Bundesliga            | 9           | 0           | 1                     | 0                     | C1                             | 6                              | 1                              | 16    | 1     |
| Sous-total            | Sous-total            | Sous-total            | 91          | 20          | 11                    | 2                     | -                              | 29                             | 6                              | 131   | 28    |
| Total sur la carrière | Total sur la carrière | Total sur la carrière | 91          | 20          | 11                    | 2                     | -                              | 29                             | 6                              | 131   | 28    |